# Peter Gee
Peter Gee (1932-2005) fue un artista y desarrollador nacido en Gran Bretaña que pasó la mayor parte de su vida viviendo y trabajando en la ciudad de Nueva York. Participó activamente en el movimiento del arte pop de los años 60 siendo uno de sus representantes principales y siendo reconocido a posteriori por sus aportaciones.

## Biografía
Gee nació el 23 de julio de 1932 en Leicestershire, Inglaterra. Desde niño se interesó por el dibujo y trabajó como diseñador gráfico para el ejército británico cuando se unió a la edad de 18 años, siendo sus primeros trabajos con cierto reconocimiento por parte de sus superiores como por compañeros. A finales de los años 50, había expuesto en la galería Denise René de París, donde residió brevemente, y en la galería Axiom de Londres. Llegó a Estados Unidos en 1962 mediante un barco.
A lo largo de los años 60, Gee experimentó un alto grado de éxito como artista pop en Manhattan. Su obra de esta época ha sido recopilada por el Museo de Arte Moderno de la ciudad de Nueva York y Kioto, el Smithsonian y la Biblioteca del Congreso en Washington D. C., y el Victoria and Albert Museum de Londres. Gee expuso con Andy Warhol y Robert Indiana para la exposición "Palabra e Imagen" en 1968 en el Museo de Arte Moderno . Durante este tiempo, también impartió clases en la New School, la School of Visual Arts y la Harvard Architectural School. 
Gee formó una estrecha amistad tanto creativa como personal con la diseñadora de moda Betsey Johnson en los años 60. Él diseñó el arte y los paquetes que ella usó en su tienda Paraphernalia, con sede en Soho, y los labios de Johnson son el tema de muchas de sus serigrafías y giclées. 
Gee y su esposa Elsie tuvieron un hijo llamado Brandon en 1971. Más tarde se divorciaron y Gee se involucró con la anticuaria Olga Opsahl. Tuvieron dos hijos, Odin y Harry, nacidos en 1981 y 1985. En 1989, Gee se casó con Olga en el resort Round Hill cerca de Montego Bay en Jamaica, donde poseía propiedades, exhibía su trabajo y ocasionalmente impartía clases de teoría del color a turistas, acabó siendo una de las atracciones turísticas de la zona durante los años 90 y 2000.

## Arte
Gee se preocupó principalmente por la teoría del color a lo largo de su vida. Hasta los años 80, su medio preferido para explorar combinaciones de colores era la serigrafía . Usó una serie de formas básicas en varias combinaciones, generalmente dianas y margaritas muy simplificadas que imprimió individualmente, en tiras largas o en rectángulos más grandes que combinaban muchas tiras de margaritas y dianas de diferentes colores. También imprimió serigrafías de Betsey Johnson y su colega Penelope Tree, los labios de Betsey Johnson, Martin Luther King Jr. y el famoso edificio Puck en la ciudad de Nueva York. Vaya, a menudo se imprime en mylar plateado y papel dorado metálico.  
Más adelante en su vida, Gee comenzó a pintar al óleo. Algunas de sus pinturas son experimentos de color en la misma línea que sus serigrafías: involucran formas simples y claramente definidas, generalmente cuadrados y rectángulos. Otros son naturalezas muertas, interiores y desnudos.
Gee comenzó a realizar impresiones giclée utilizando una computadora y tintas de archivo algunos años antes de su muerte. Algunos de estos giclées eran reproducciones o pretendían serlo, pero consideraba que muchos de ellos eran trabajos nuevos y originales que involucraban colores que no había podido lograr o que no había pensado probar con un proceso de serigrafía décadas antes. Después de la muerte de Gee, su familia y su impresor hicieron arreglos para completar algunas ediciones limitadas de sus giclées utilizando los archivos de computadora que Gee había creado durante su vida. 

## Trabajo en desarrollo y renovación.
Además de seguir su carrera artística, Peter Gee renovó y restauró una veintena de edificios históricos e inusuales en Soho y Tribeca. Uno de ellos fue el Edificio Puck, que operó con su socio Paul Serra en los años 80 y principios de los noventa.  En 1994, Gee compró la Escuela de Arte de Cape Cod en Provincetown, Massachusetts y comenzó a restaurar los edificios mientras vivía en los antiguos dormitorios de estudiantes con su familia. Impartió clases de verano en la escuela reabierta, a la que renombró Escuela de Arte Hawthorne. La escuela fue revendida después de su muerte. 

## Muerte
A finales de 2005, Peter Gee enfermó y su médico le diagnosticó incorrectamente neumonía andante, aunque esta fuera más diagnostica entre niños por aquellos años. El 1 de diciembre de 2005 murió de linfoma a la edad de 73 años, apareciendo las noticias en medios especializados tanto de noticias como de arte. Este sobrevivía con el apoyo de su esposa Olga Opsahl Gee, su hermana Mavis Finmore y sus hijos Brandon, Odin y Harry. Odin Gee administra el patrimonio de su padre. 